# Sherman Clark
Sherman Rockwell „Sherm” Clark (ur. 16 listopada 1899 w Baltimore, zm. 8 listopada 1980 w Annapolis) – amerykański oficer, kontradmirał (rear admiral) US Navy. W młodości wioślarz, dwukrotny medalista olimpijski.
Wystąpił na igrzyskach olimpijskich w Antwerpii w 1920, gdzie reprezentanci USA w składzie: Virgil Jacomini, Edwin Graves, William Jordan, Edward Moore, Alden Sanborn, Donald Johnston, Vincent Gallagher, Clyde King i Sherman Clark (sternik) zdobyli złoty medal w ósemce. W finale o 0,8 sekundy pokonali Brytyjczyków. Na tej samej imprezie, razem z Kennethem Myersem, Carlem Klose, Franzem Federschmidtem i Erichem Federschmidtem był drugi w czwórce ze sternikiem. W wyścigu finałowym o 4 sekundy przegrali ze Szwajcarami. 
Był zawodowym wojskowym, w 1922 ukończył United States Naval Academy. Brał udział w II wojnie światowej. W latach 1942–1944 dowodził flotyllami niszczycieli, w tym w 1944 na Oceanie Spokojnym. Służbę zakończył w 1971 w stopniu kontradmirała. Odznaczony Legią Zasługi.